# Кастелламмаре-дель-Гольфо
Кастелламмаре-дель-Гольфо, Кастелламмаре-дель-Ґольфо (італ. Castellammare del Golfo, сиц. Casteddammari) — муніципалітет в Італії, у регіоні Сицилія,  провінція Трапані.
Кастелламмаре-дель-Гольфо розташоване на відстані близько 430 км на південь від Рима, 45 км на захід від Палермо, 33 км на схід від Трапані.
Населення — 15 142 особи (2014).

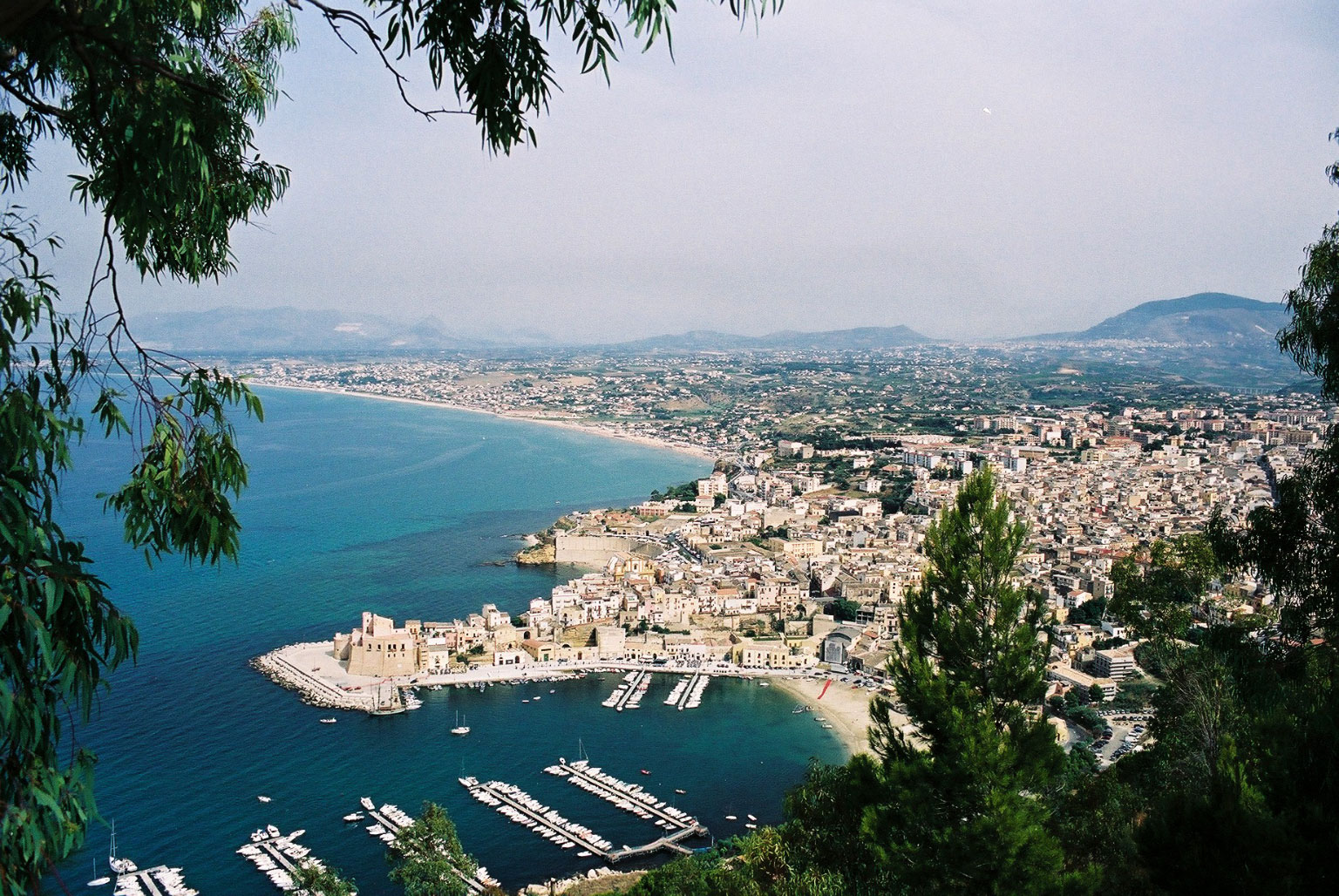

Щорічний фестиваль відбувається 21 серпня. Покровитель — Maria Santissima del Soccorso.

## Демографія
Населення за роками:

Станом на 1 січня 2023 року в муніципалітеті офіційно проживали 974 іноземці з 59 країн, серед них 457 громадян країн Євросоюзу та 2 громадяни України.

## Сусідні муніципалітети
- Алькамо
- Бузето-Паліццоло
- Калатафімі-Седжеста
- Кустоначі
- Сан-Віто-Ло-Капо
- Балестрате